# Roger Bambuck
Pour les articles homonymes, voir Bambuck.
Roger Bambuck, né le 22 novembre 1945 à Pointe-à-Pitre (Guadeloupe), est un athlète français spécialiste des épreuves de sprint.
Il est considéré comme l'un des meilleurs sprinteurs français, en étant le seul à avoir détenu le record du monde du 100 m et en ayant réalisé la meilleure performance française dans cette discipline aux Jeux olympiques.
Il a ensuite une carrière politique, occupant notamment la fonction de secrétaire d’État à la Jeunesse et aux Sports de 1988 à 1991.

## Biographie

### Jeunesse
Cécilien Alexandre Roger Georges Bambuck est le fils de Roger Bambuck, transitaire en douane, et de Mireille Bride. Après le collège de Massabielle à Pointe-à-Pitre, il entre au Lycée Carnot de Paris puis au Lycée Marcelin-Berthelot de Saint-Maur-des-Fossés (94).

### Carrière sportive
Ce n'est qu'à l'âge de dix-sept ans qu'il commence à pratiquer sérieusement l'athlétisme. Entraîné par Jacques Lolo, il réalise en 1963 un temps de 10,8 s sur 100 m et un temps de 22 s sur 200 m. Grâce à ses performances, il participe aux championnats ASSU (Association du sport scolaire universitaire) à Paris la même année. En 1964, il abaisse ses records à 10,4 s sur 100 m et 21 s sur 200 m. Aux championnats de France, il se classe deuxième sur 100 m derrière Bernard Laidebeur et est ainsi sélectionné pour les Jeux olympiques d'été de 1964 à Tokyo. Fin septembre 1964, à quelques jours des JO de Tokyo, Bambuck égale le record de France à Fontainebleau en 20,7 s, ce qui est alors le deuxième temps mondial chez les juniors.
Aux Jeux olympiques, il s'aligne sur 100 et 200 m. Sur la distance reine, il termine troisième de sa série au premier tour et accède aux quarts de finale. Sixième temps de sa série en 10,5 s, il est éliminé à ce stade. Sur 200 m, il se hisse jusqu’en demi-finale où il termine cinquième en 21 s. Après les Jeux, Bambuck s'installe en Métropole. Interne au  lycée Marcelin-Berthelot à Saint-Maur, il s'entraîne deux à trois fois par semaine à l'Institut national des sports.
En 1965, il égale le record de France du 100 m établi par Abdoulaye Seye en 1959 en 10,2 s et réussit un temps de 20,6 s sur 200 m. Cette même année, tout comme Robert Sainte-Rose, il ne peut prendre part à la Coupe d’Europe car la Fédération internationale est alors dotée d'un règlement interdisant la participation des sportifs ultramarins, ce qui désavantageait les nations coloniales telles la France et la Grande-Bretagne. Lors des championnats de France, il réalise le doublé 100 m - 200 m, performance qu'il rééditera les trois années suivantes.
En 1966, il obtient son baccalauréat en sciences expérimentales. Cette même année, il participe aux championnats d'Europe d'athlétisme à Budapest. Favori sur le 100 m, il s'incline en finale contre le Polonais Wiesław Maniak et se contente de la médaille d'argent. Il se console en remportant le titre européen sur 200 m et celui du relais 4 × 100 m aux côtés de Marc Berger, Jocelyn Delecour et Claude Piquemal. En 1967, ce même relais réalise un temps de 38,9 s lors de la Coupe d'Europe à Ostrava. La France devient la première nation à descendre sous la barre des 39 s, mais la fédération internationale n'accorde pas le record du monde car, peu de temps avant, le relais de l'université du Sud de la Californie a réalisé un temps de 38,6 s avec trois athlètes américains (Earl McCullouch, Fred Kuller et O. J. Simpson) et un athlète jamaïcain (Lennox Miller).
Le 12 juin 1968, lors du Mémorial Méricamp organisé au stade Jean-Bouin, il bat le record de France du 100 m en 10,1 s. Le lendemain, il égale son record européen du 200 m en 20,4 s. Bambuck souhaite alors participer aux championnats des États-Unis qui se tiennent la semaine suivante afin de se confronter aux meilleurs athlètes américains. Dans un premier temps, le directeur technique national Robert Bobin s'y oppose car la France doit affronter l'Allemagne dans une rencontre internationale et la présence de Bambuck est synonyme de recettes aux guichets. Toutefois, le 15 juin, le comité directeur de la fédération autorise Bambuck à partir aux États-Unis, par treize voix contre six et une abstention. Le 20 juin 1968 à Sacramento, lors des l'épreuve du 100 m des championnats des États-Unis, Bambuck termine sa série à égalité avec l'Américain Charles Greene en 10,0 s. Le record du monde est égalé et c'est la première fois qu'un athlète français en est le détenteur. Ce record ne tient toutefois qu'une heure et quarante minutes car, lors des demi-finales, l'Américain Jim Hines réalise le temps de 9,9 s, devenant alors le premier athlète à passer officiellement sous la barre des 10 s. Pour sa part, Bambuck réalise à nouveau un temps de 10 s en demi-finale. En finale, il termine quatrième derrière Greene, Hines et Miller.
Bambuck est donc confiant pour les Jeux olympiques de 1968, mais à quelques jours du début de la compétition, il tombe malade. Il reprend l'entraînement le 6 octobre 1968, mais sa préparation physique et technique a été retardée. En séries (10,18 s chrono électrique, vent +0,7 m/s, 1er de la 5ème série) puis en quart de finale, Bambuck réalise un temps de 10,1 s manuel (10,17 s chrono électrique, vent +0,5 m/s, 3ème du 2ème quart-de-finale). Le 14 octobre, dans la première demi-finale, Bambuck termine deuxième derrière Hines et se qualifie pour la finale olympique. Avec son temps de 10,11 s (vent +1,6 m/s), il établit un record de France qui ne sera battu que le 9 août 1986 par Antoine Richard,. Pour la deuxième fois après Émile Ali-Khan aux Jeux de 1920, un Français est présent en finale du 100 m. Le même jour, en finale, Bambuck est au couloir six ; il manque son départ et termine cinquième de la course en 10,16 s (vent +0,3 m/s).
Deux jours plus tard, le 16 octobre, Bambuck se classe à nouveau cinquième en finale du 200 m. Le 20 octobre, il dispute la finale du relais 4 × 100 m avec Gérard Fenouil, Jocelyn Delecour et Claude Piquemal. Placé au couloir huit, le relais français termine troisième en établissant un nouveau record d'Europe en 38,4 s. Bambuck met un terme à sa carrière sportive juste après les Jeux. alors qu'il n'a que 23 ans, pour se consacrer à ses études : « À l'époque, la société ne comprenait pas qu'un être humain, à 25 ans, n'ait pas encore fondé son foyer. A cet âge-là, une jeune fille pas encore mariée, c'était une vieille fille, on fêtait les catherinettes. Il fallait passer aux choses sérieuses. Le sport n'en était pas une ». » Il se lance sans succès dans des études de médecine, puis trouve un emploi dans une filiale ingénierie de Renault, puis prend la direction du service des sports de ville d'Épinay-sur-Seine et entame une carrière politique
Il est membre de l'Académie des sports, et lauréat du Prix Guy Wildenstein de celle-ci en 1968, ainsi que colauréat avec l'équipe de France du relais 4 × 100 m du Prix Emmanuel Rodocanachi en 1966, récompensant la meilleure équipe tricolore, et du Prix Henri Deutsch de la Meurthe de l'Académie des sports en 1967, récompensant un fait sportif pouvant entraîner un progrès matériel, scientifique ou moral pour l’humanité (son épouse Ghislaine est également lauréate de l'Académie, obtenant le Prix Alain Danet en 2003, pour sa reconversion professionnelle exemplaire), il a été fait Gloire du sport.

### Carrière politique
En 1988, il est nommé secrétaire d’État à la jeunesse et aux sports dans le gouvernement de Michel Rocard, fonction qu'il assure jusqu'au 15 mai 1991. Il est à l'origine de la loi antidopage du 28 juin 1989 relative à la répression de l'usage des produits dopants à l'occasion des compétitions et manifestations sportives.
Il est ensuite inspecteur général de l'Éducation nationale. Il exerce des responsabilités à l'UNESCO, et dirige le groupe de recherche sur le sport au CNRS. Il a également été directeur de la Délégation Outre-mer à l'Institut de recherche pour le développement. En 1993, il est battu dans la 2e circonscription de l'Eure-et-Loir, arrivant 3e du 1er tour avec 12,85 %, loin derrière la sortante FN Marie-France Stirbois et le RPR Gérard Hamel.
En 1992, il se reconvertit à l'UNESCO et se mobilise pour une trêve olympique alors que Sarajevo est assiégée.

## Vie personnelle
Il épouse la championne de saut martiniquaise Ghislaine Barnay le 20 juillet 1974. Journaliste de radio et de télévision, leur fille Aurélie Bambuck leur rend hommage en 2020 dans un documentaire, Barnay-Bambuck, athlètes engagés.
Tout en continuant à vivre en région parisienne, le couple achète une maison à rénover dans le Périgord à Saint-Amand-de-Coly où ils s'installent après leur retraite professionnelle.

## Honneurs

### Légion d'honneur
En avril 1998, il devient chevalier de la Légion d'honneur, puis officier en 2014.

### PrixMémoires partagées
En février 2021, lors de la cérémonie officielle d’ouverture du quatrième Mois de l'histoire des Noirs, et dans le cadre du 227e anniversaire de l’abolition de l’esclavage, Ghislaine Barnay et Roger Bambuck ont reçu le prix Mémoires partagées de la part de l'association Mémoires et Partages, dirigée par Karfa Diallo. La cérémonie s'est tenue à l’hôtel de ville de Bordeaux, en présence du maire Pierre Hurmic, et le prix a été remis à leur fille Aurélie Bambuck, pour rendre hommage « à deux athlètes engagés contre le racisme ».

## Palmarès

### Palmarès international
- Champion d'Europe du 200 m en 1966
- Champion d'Europe du relais 4 × 100 m en 1966
- Vice-champion d'Europe du 100 m en 1966.
- Médaille de bronze aux Jeux olympiques de 1968 au relais 4 × 100 m.
- 5e des Jeux olympiques de 1968 en 100 m et 200 m
- 4e du championnat des États-Unis sur 100 m en 1968.
- Membre de l'équipe d'Europe[Où ?] en 1967, il devance les Américains sur 100 m et avec le relais 4 × 100 m

### Palmarès national
- Champion de France du 100 m en 1965, 1966, 1967 et 1968
- Champion de France du 200 m en 1965, 1966, 1967 et 1968
- Vice-champion de France du 100 m en 1964

## Records
- Corecordman du monde du 100 m en 1968, en 10 s.
- Recordman du monde au relais 4 × 100 m en 1967, en 38 s 9.
- Recordman d'Europe du 100 m (1967, et 6 × en 1968), du 200 m (1967, et 2 × en 1968, dont 20 s 47) et du relais 4 × 100 m (3 × en 1967 et 4 × en 1968, dont 38 s 4).
- Recordman de France du 100 m dès 1965, à 20 ans, en 10 s 2